# Carl Anton Merz
Carl Anton Merz (* 20. Juli 1831 in Greiz; † 10. Juni 1898 in Langenhennersdorf) war Kaufmann und Mitglied des deutschen Reichstags.

## Familie
Merz war der Sohn des Kauf- und Handelsherren und Kommerzienrats Anton Merz in Greiz und dessen Ehefrau Johanne Wilhelmine geborene Arnold aus Greiz. Er heiratete am 15. Februar 1858 in Greiz Amalie Karoline Louise von Schlümbach (* 30. September 1830 in Schleiz; † 24. Oktober 1899 in Langenhennersdorf), der zweiten Tochter des Majors beim fürstlich Reußischen Bundeskontingents Johann Philipp Ludgar von Schlümbach. Richard von Geldern-Crispendorf war ein Schwager. Oskar von Cornberg war der Schwiegersohn seiner Schwester Caecilie von Geldern-Crispendorf.

## Leben
Merz war Kommerzienrat und Industrieller der Textilbranche in Greiz. Er ist zusammen mit anderen wie J.D. Löffler, Eduard Brösel etc. unter den ersten Fabrikbesitzern in Greiz, die mechanische Webstühle aufstellen. 
Weiter war er Zweiter Präsident der Greizer Handelskammer ab 1878 und Mitgründer der Greizer Vereinsbrauerei und trieb den Anschluss der Stadt an die Eisenbahn voran.
Er erwarb das Rittergut Langenhennersdorf, wo er seinen Lebensabend verbrachte. Dort war er auch Kirchenpatron und stiftete der Kirche zur 400-Jahr-Feier eine silberne Taufschale mit Krug. 

## Politik
1869 war er Mitglied im Gemeinderat von Greiz. Zwischen 1878 und 1881 war er Mitglied des Deutschen Reichstages für die Deutschkonservative Partei und den Wahlkreis Fürstentum Reuß ältere Linie. Die Kandidatur bei der Reichstagswahl 1881 verlor er im zweiten Wahlgang gegen Wilhelm Blos (SPD Reuß älterer Linie). Vom 23. November 1885 bis zum 11. November 1890 gehörte er dem Greizer Landtag an.